# Красногорский (Оренбургская область)
Красного́рский — посёлок в Асекеевском районе Оренбургской области России. Административный центр Красногорского сельсовета.

## История
В 1962 году указом Президиума Верховного Совета РСФСР посёлок центральной усадьбы совхоза «Красная Горка» переименован в Красногорский.

## Население
| 2010 |
| ---- |
| 613  |

## Улицы
| - ул. Зелёная, - ул. Лесная, - ул. Молодёжная, - ул. Почтовая, | - ул. Садовая, - ул. Центральная, - ул. Широкая, - ул. Школьная. |